# Joseph Fernand Boissard de Boisdenier
 (février 2014).
Si vous disposez d'ouvrages ou d'articles de référence ou si vous connaissez des sites web de qualité traitant du thème abordé ici, merci de compléter l'article en donnant les références utiles à sa vérifiabilité et en les liant à la section « Notes et références ».
Pour les articles homonymes, voir Boissard.

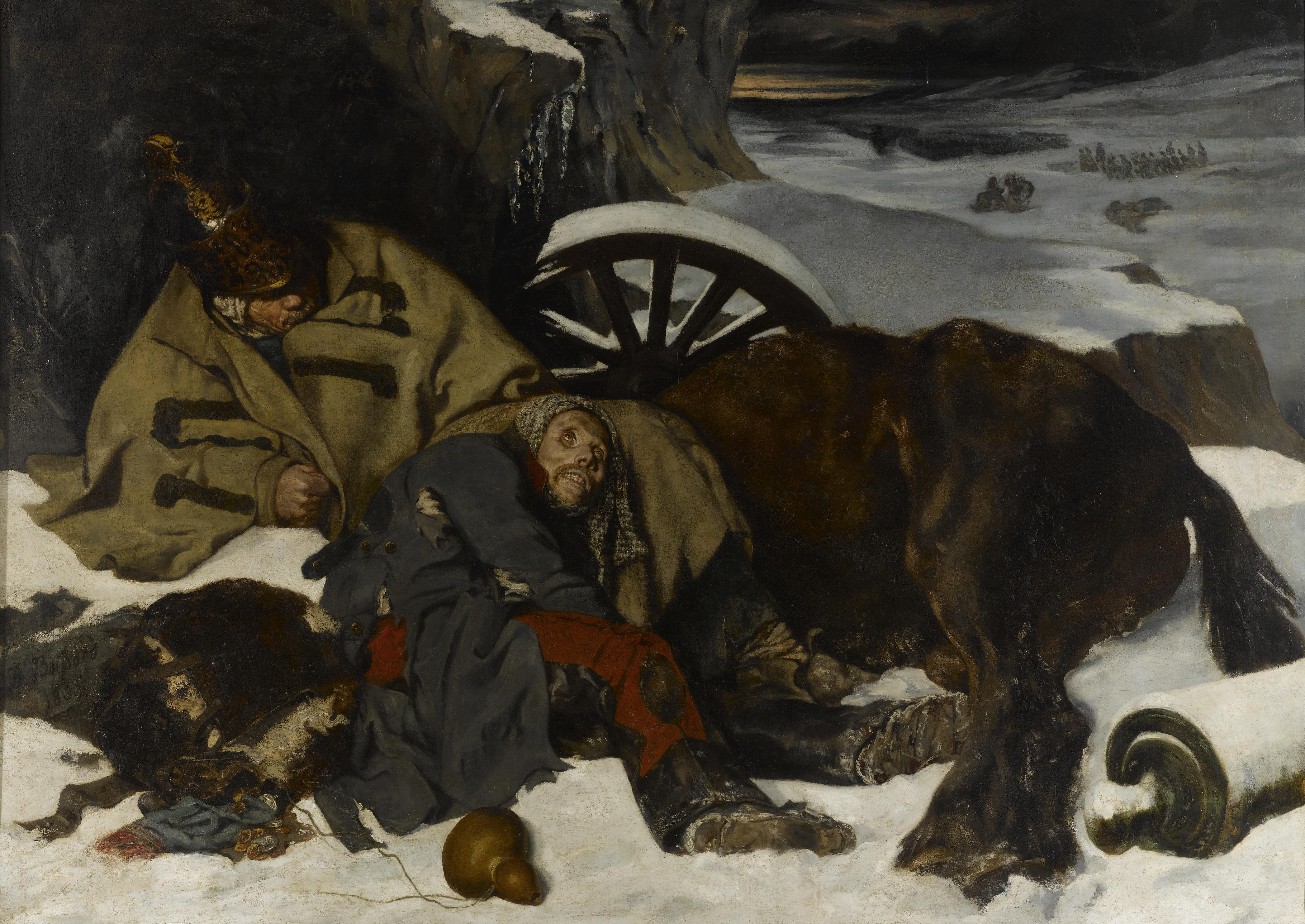
Épisode de la retraite de Moscou, Rouen, musée des Beaux-arts

Joseph Fernand Boissard de Boisdenier (Châteauroux, 1813 - Paris, 1866) est un peintre français du XIXe siècle.
Artiste reconnu de son temps, il passa également à la postérité comme figure de proue du club des Hashischins.

## Formation et carrière
Né à Châteauroux, dans le Berry d'un père pharmacien originaire de Vermenton (Yonne) et d'une mère d'origine tourangelle, Boissard émit dès son plus jeune âge le souhait de devenir peintre. Monté à Paris, il suit l'enseignement du baron Antoine-Jean Gros, ancien élève de Jacques-Louis David à l'École des beaux-arts de Paris. Sa pratique est largement inspirée par celle de son maître. Affilié au mouvement romantique en peinture, Boissard fut également un fervent admirateur des œuvres de Théodore Géricault. Il s'installe dans un premier temps dans un atelier, au 3 quai d'Anjou dans l'île Saint-Louis, avant de louer par la suite l'étage noble de l'hôtel du baron Jérôme Pichon, ancien hôtel de Lauzun devenu hôtel Pimodan et situé quelques immeubles plus loin, au 17, quai d'Anjou. Il y vit avec son modèle Joséphine Bloch de 1845 à 1847.
Il rencontre son premier succès au Salon de 1835. Il y expose une imposante toile, Épisode de la retraite de Moscou représentant deux soldats mourants aux côtés d'un cheval mort dans la neige. Aujourd'hui conservée au Musée des beaux-arts de Rouen, cette peinture fit sensation.
Il est un des intimes de Théophile Gautier, avec qui il habitera un temps à partir de 1848 dans l'hôtel Pimodan, leurs appartements communiquant par le biais d'un escalier caché dans l'épaisseur du mur. Gautier parle de Boissard comme d'un bon peintre, bien qu'il précise le caractère quasi dilettante de sa pratique artistique. Outre Gautier, il fut un ami de longue date d'Eugène Delacroix et Paul Chenavard.
L'artiste s'essaie aussi à la musique, il est bon violoniste, et à la poésie, avec succès. Pour autant, Gautier considère que son ami est injustement laissé pour compte par la critique et les institutions, et prend à cœur de le défendre dans ses différents comptes-rendus de Salon. Fernand Boissard, fervent défenseur de la cause des artistes-peintres, publia en 1848 L'Exposition et le Jury, à la suite de la campagne de protestation ayant eu lieu contre la rigueur du jury sélectionnant les œuvres exposées au Salon.
Tout comme son ami Gautier, Fernand Boissard est un habitué du cercle et du salon de la Présidente, Apollonie Sabatier. La sœur de cette dernière, Irma Adelina (1832-1905) fut l'amante de Boissard, avec qui elle eut une fille. 
Il quittera finalement le quai d'Anjou en 1849 pour s'installer sur le chemin de ronde de la barrière de Clichy. À cette même époque, il fut nommé secrétaire du comité chargé d'élaborer le statut des peintres, et publia plusieurs articles à ce sujet dans L'artiste dont De la condition des artistes et des moyens de l'améliorer parue en 1851.

## Le Club des Hashischins
Selon le témoignage d’Alphonse Karr, Fernand Boissard accepta en 1840 parmi d'autres volontaires, à se livrer à l’expérience des effets du haschich consommé sous forme d’une boisson. Boissard fut le seul à éprouver une sorte d’extase, ce qui le poussa à renouveler l’expérience et à devenir toxicomane, ce dont il mourut, selon Karr. 
Fernand Boissard fut par la suite l'une des principales figures du club des Hashischins, se réunissant mensuellement entre 1844 et 1849 dans son appartement parisien de l'Hôtel Pimodan, dans l'ile Saint-Louis. Si Baudelaire et Gautier ne furent que des membres occasionnels dans les premiers temps du club, Fernand Boissard en fut un membre assidu jusqu'à sa dissolution en 1849. 

## Œuvres dans les collections publiques
- Autun, musée Rolin, Devant de cheminée[4].
- Rouen, musée des Beaux-arts, Épisode de la retraite de Moscou[5].
- Sainte-Maure-de-Touraine, église, Saint-Jérôme dans le désert, 1839, salon de 1839[6].
- Tours ; cathédrale Saint-Gatien, le Christ déposé de la croix, 1848[7].
- Valencay, église Saint-Martin, Christ en croix, 1845, salon de 1845[8].

## Sources
- Pierre Remérand, Fernand Boissard de Boisdenier, un romantique du bon temps, Lancosme éditeur, 2019, 196 p.